# 乙子 (守谷市)

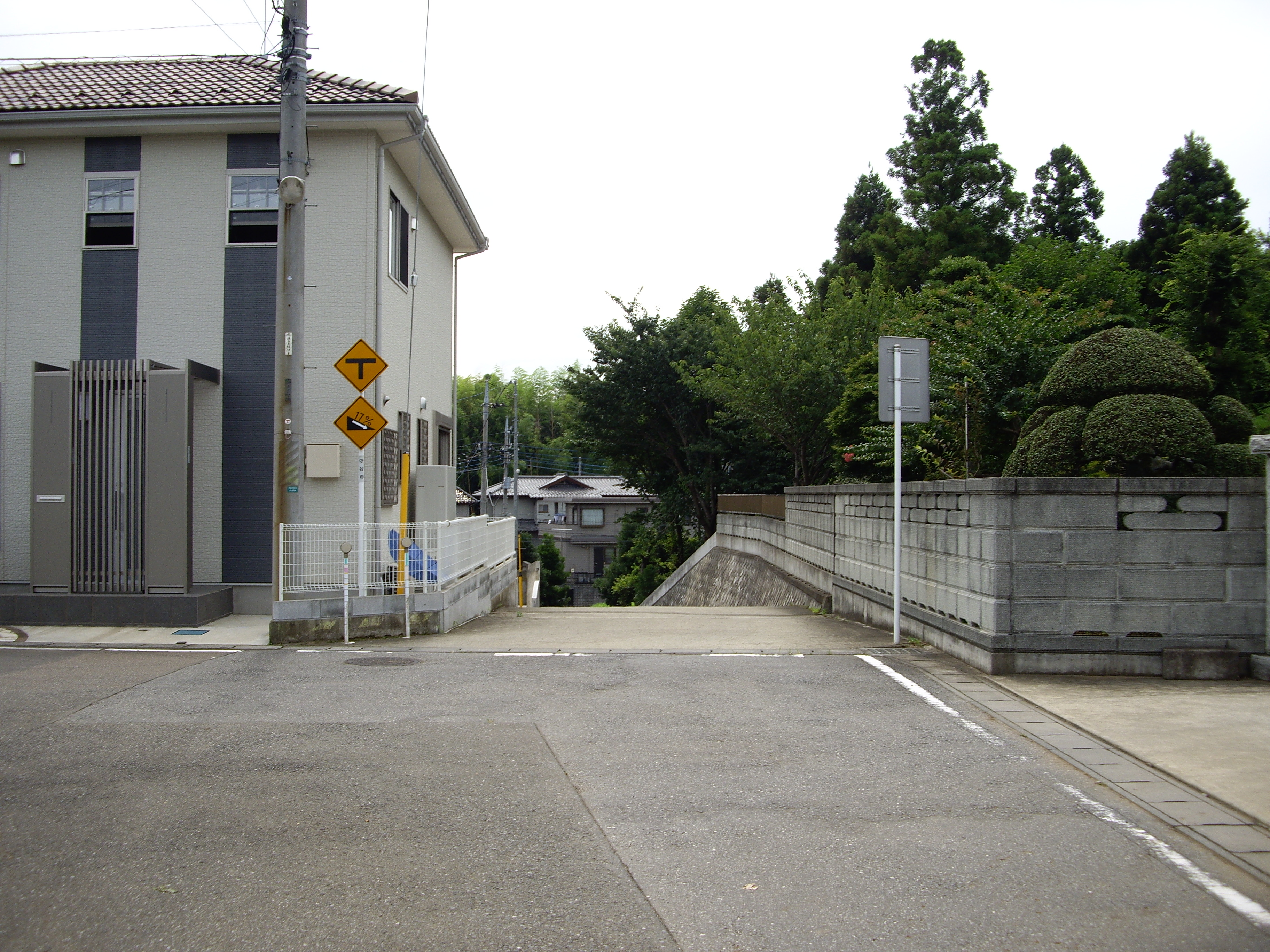
乙子。けやき台二丁目への坂

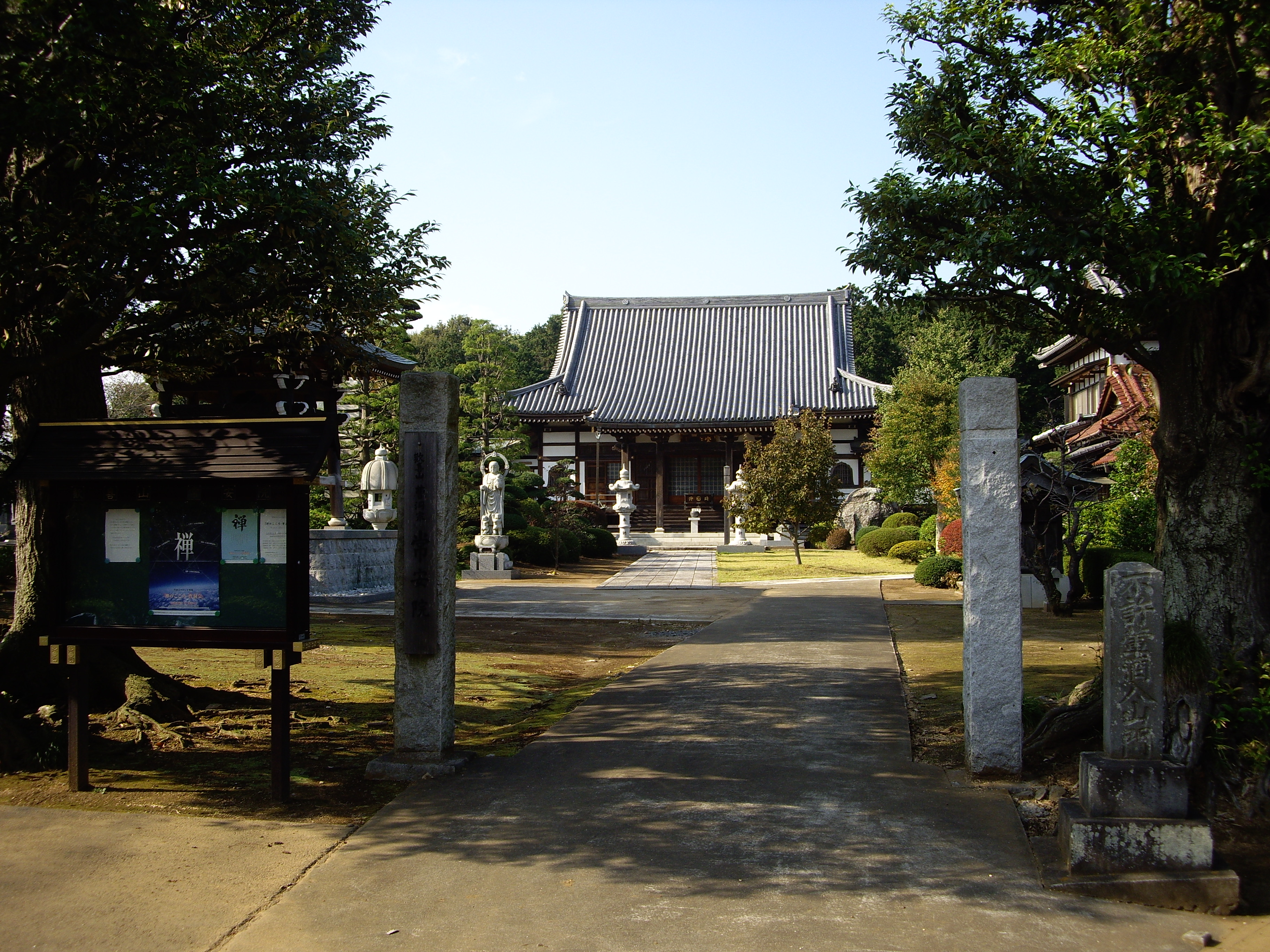
常安院

乙子（おとご）は、茨城県守谷市の地名。旧北相馬郡乙子村。郵便番号は302-0123。
　

## 地理
守谷市の南部に位置する、美園とけやき台の住宅街に挟まれた高台の地域である。町域は狭いが周辺地域の中でも高台に位置し、南守谷駅へ近いことから住宅開発も進んでいる。
東は美園、取手市戸頭、西はけやき台、南は高野、北は本町と接している。

### 小字
現存する小字
- 上ノ台
- 新町
- 前坪（バス停、乙子前坪公園にその名が見られる）
- 石神（石神神社にその名が見られる）
- 亀田

消滅した小字
- 向山（美園を新設の際に消滅。小字としては消滅したが、美園に近い乙子地内にあるバス停の名前に残っている）
- 清水（美園を新設の際に消滅。乙子清水公園にその名が残っている）

## 歴史

### 地名の由来
承平年間に平将門が守谷に城を築いたとき、万一の場合に備えて本城からこの地まで抜け穴を掘り、そこから落ち延びることにしたといわれている。そしてその抜け穴の出口を落口といい、それが乙口に変わり、そして更に乙子に転訛し、地名になったと言われている。

### 沿革
- 天暦年間（947年-956年） 乙口から乙子へと改称。
- 1868年（慶応4年）
  - 6月26日-9月3日（旧暦5月7日-7月17日） 下総野鎮撫府の管轄となる。
  - 9月23日（旧暦8月8日） 府藩県三治制により、下総知事県の管轄となる。
- 1869年（明治2年）2月23日（旧暦1月13日） 下総知事県に代わり、本格的な行政組織として葛飾県を設置、葛飾県相馬郡乙子村となる。
- 1871年（明治4年）12月25日（旧暦11月14日） 廃藩置県後の県の統合により、葛飾県が生実県、古河県、佐倉県、関宿県、曾我野県、結城県と合併し、印旛県を設置。印旛県相馬郡小山村となる。
- 1873年（明治6年）
  - 5月 大区小区制により、第十四大区六小区となる。また、すぐに再編成で第五大区七小区となる。
  - 6月15日 印旛県が木更津県と合併し、千葉県を設置。千葉県に属する。
- 1875年（明治8年）5月7日 境界変更により千葉県から茨城県に移管。第九大区二小区となる。
- 1878年（明治11年）7月22日 郡区町村制施行。同時に相馬郡が利根川を境に南相馬郡と北相馬郡に分離し、北相馬郡乙子村となる。
- 1889年（明治22年） 北相馬郡高野村、小山村と合併し、北相馬郡高野村大字乙子となる。
- 1955年（昭和30年） 守谷町と合併し、北相馬郡守谷町大字乙子となる。
- 2002年（平成14年） 市制施行により、守谷市乙子となる。

## 世帯数と人口
2025年（令和7年）6月1日現在の世帯数と人口は以下の通りである。
| 大字 | 世帯数  | 人口  |
| ---- | ------- | ----- |
| 乙子 | 179世帯 | 462人 |

## 交通
守谷市コミュニティバス「モコバス」が地域内を走っている。
モコバス
地域内には「乙子集落センター入口」、「乙子」、「向山」の3つの停留所がある。
| 系統          | 主要経由地                                             | 行先       | 運行会社 |
| ------------- | ------------------------------------------------------ | ---------- | -------- |
| Bルート（右） | 向山・乙子・乙子集落センター入口・松ケ丘七丁目         | 守谷市役所 | ■関鉄    |
| Bルート（左） | 乙子集落センター入口・乙子・向山・南守谷駅・守谷駅西口 | 守谷市役所 | ■関鉄    |

## 小・中学校の学区
市立小・中学校に通う場合、学区は以下の通りとなる。2004年（平成16年）より地域の一部が高野小学校と郷州小学校の選択区域となったが、これは元々高野小学校の学区であった場所を郷州小学校の学区へ変更する際に反対があり、選択学区へと変更した経緯がある。
| 番地       | 小学校                   | 中学校                       |
| ---------- | ------------------------ | ---------------------------- |
| 一部       | 郷州小学校及び高野小学校 | 愛宕中学校及びけやき台中学校 |
| その他全域 | 高野小学校               | けやき台中学校               |

- 乙子の一部は郷州小学校と高野小学校、愛宕中学校とけやき台中学校のどちらかを選択することができる。ただし、郷州小学校進学者は愛宕中学校、高野小学校進学者はけやき台中学校に限る。
- 郷州小学校進学者は原則愛宕中学校への進学となっているが、けやき台中学校に進学したいという希望がある場合は、行政側は希望校に入学できるように対応したいという見解を2008年（平成18年）7月に述べている[4]。
- 選択学区地域に中学生が転入した場合は、原則的にけやき台中学校が就学校となる。しかし、学校教育法施行令第8条に基づき、申請することにより、愛宕中学校への就学が可能である[5]。

## 施設
- 常安院
- 駒方神社